# Флаг Полянского сельского поселения (Ленинградская область)
Флаг Поля́нского сельского поселения является официальным символом муниципального образования «Полянское сельское поселение» Выборгского муниципального района Ленинградской области Российской Федерации и служит знаком единства его населения.
Флаг утверждён 14 февраля 2007 года и внесён в Государственный геральдический регистр Российской Федерации с присвоением регистрационного номера 2809.

## Описание
«Флаг муниципального образования „Полянское сельское поселение“ представляет собой прямоугольное полотнище с отношением ширины флага к длине — 2:3, воспроизводящее композицию герба муниципального образования „Полянское сельское поселение“ в синем, зелёном, жёлтом и белом цветах».
Геральдическое описание герба гласит: «В лазоревом (синем, голубом) поле с волнистой зелёной главой — золотой пониженный стоящий и обернувшийся прямо бык, сопровождаемый вверху тремя золотыми ветвями картофеля в столб с такими же листьями, с исходящими от основания ветвей золотыми побегами в правую перевязь, завершёнными серебряными соцветиями, положенные поверх деления».

## Обоснование символики
Флаг муниципального образования «Полянское сельское поселение» Выборгского района Ленинградской области составлен на основании герба муниципального образования «Полянское сельское поселение», в соответствии с традициями и правилами геральдики и отражает исторические, культурные, социально-экономические, национальные и иные местные традиции.
Бык — традиционный символ плодородия и процветания, воплощение упорства в достижении цели, настойчивости, силы и терпения. Воплощение основы хозяйственного благополучия, физической мощи, напора и трудолюбия. Олицетворяет хозяйственное значение местности и развитие скотоводства. В 1944 году был организован совхоз «Поляны» (ныне — СПК «Поляны»).
В посёлке Приветнинское (Ино) с 1900—1911 годах жил выдающийся русский художник В. А. Серов. В Ино художник написал выдающиеся картины «Похищение Европы», «Одиссей и Навзикая» и ряд других произведений.
Три золотые ветви картофеля с серебряными соцветиями — символ традиционно сельскохозяйственного характера местности.
Синий цвет (лазурь) — цвет знания, истины — символизирует честность, верность, безупречность, а также побережье Финского залива.
Зелёный цвет — лесные и сельскохозяйственные угодья, символизирует молодость, здоровье, возрождение природы каждую весну.
Белый цвет (серебро) — чистота, правдивость, благородство, откровенность, непорочность, надежда. Красота северной природы.